# Air Putih (Midai)
Air Putih is een bestuurslaag in het regentschap Natuna van de provincie Riouwarchipel, Indonesië. Air Putih telt 406 inwoners (volkstelling 2010).